# Sprawiedliwość klimatyczna

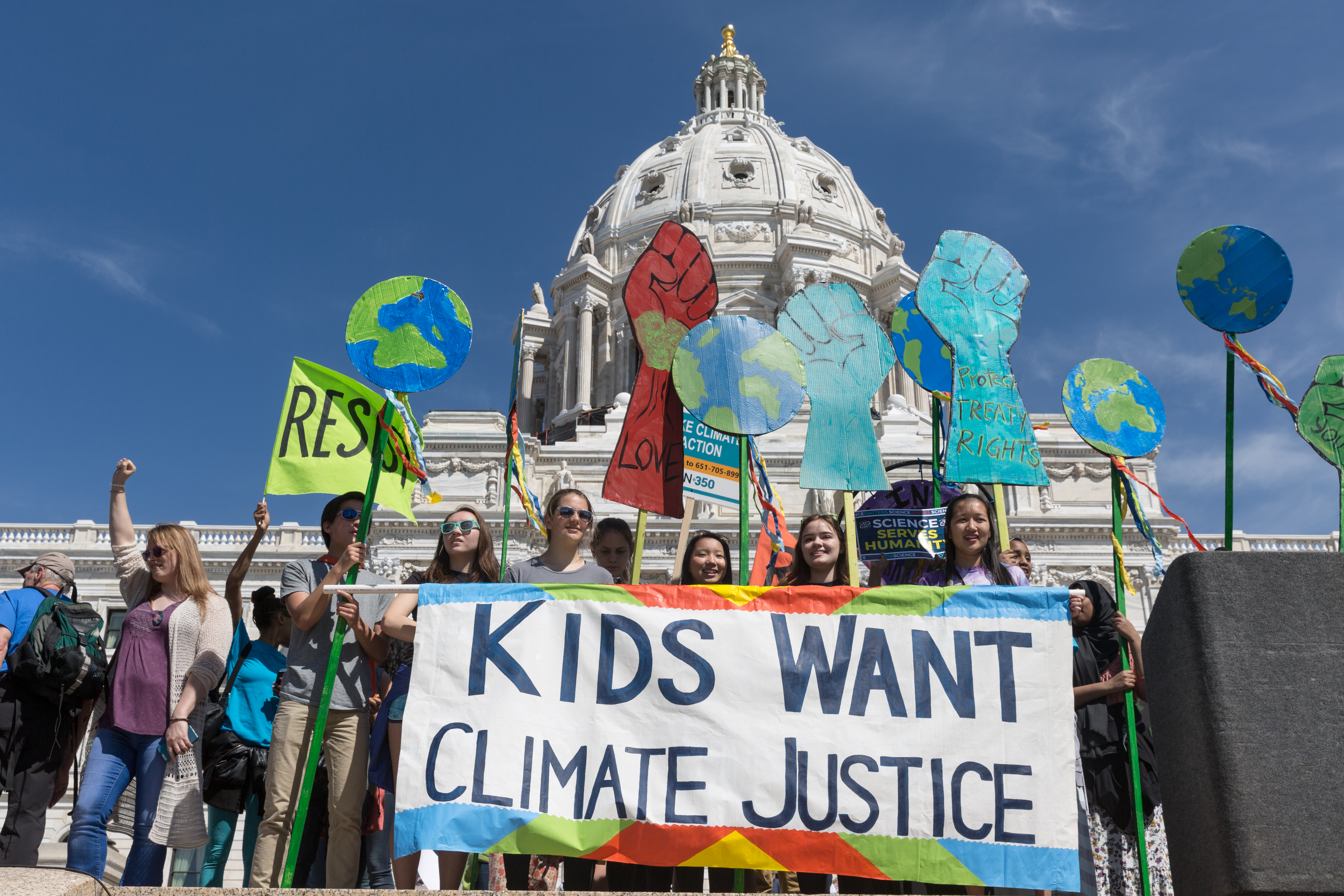
Dzieci maszerujące na rzecz sprawiedliwości klimatycznej w Minnesocie w USA w kwietniu 2017 r.

Sprawiedliwość klimatyczna – termin używany do opisania globalnego ocieplenia jako kwestii etycznej i politycznej, zamiast wyłącznie o charakterze czysto środowiskowym lub fizycznym.
Koncepcja ta podkreśla nierówności w odpowiedzialności za emisje gazów cieplarnianych oraz różnice w narażeniu na skutki zmian klimatycznych. Uwzględnia prawa człowieka, solidarność międzynarodową oraz konieczność sprawiedliwego podziału kosztów działań adaptacyjnych i mitygacyjnych.
Termin ten został stworzony poprzez odniesienie do skutków zmiany klimatu, w tym łagodzenia zmiany klimatu i wysiłków przystosowawczych, do koncepcji sprawiedliwości, w szczególności sprawiedliwości ekologicznej i sprawiedliwości społecznej, oraz poprzez analizę takich kwestii, jak równość czy prawa człowieka. Historycznie marginalizowane grupy, takie jak kobiety, społeczności tubylcze i społeczności kolorowe, często borykają się z groźniejszymi konsekwencjami zmiany klimatu: w efekcie najpoważniejsze konsekwencje ponoszą grupy najmniej odpowiedzialne za zmiany klimatu.
Termin „sprawiedliwość klimatyczna” jest również używany do opisania globalnego zbioru działań prawnych dotyczących kwestii zmian klimatycznych. W 2017 r. Raport Programu Środowiskowego Organizacji Narodów Zjednoczonych wskazał 894 toczące się postępowania prawne na całym świecie. Pod koniec 2018 roku na całym świecie rozpoczęła się seria strajków szkolnych na rzecz klimatu, zainspirowanych protestem Grety Thunberg w Szwecji.